# IC 1848
IC 1848 је расијано звјездано јато у сазвјежђу Касиопеја које се налази на листи објеката дубоког неба у Индекс каталогу.
Деклинација објекта је + 60° 24' 30" а ректасцензија 2h 51m 18,0s. Привидна величина (магнитуда) објекта IC 1848 износи 6,5. IC 1848 је још познат и под ознакама OCL 364, LBN 667.